# Jörg Johannes Richter
Jörg Johannes Richter (* 21. Mai 1937 in Oldenburg (Oldb); † 4. Februar 2024) war ein deutscher Bodenphysiker und Hochschullehrer. In seiner wissenschaftlichen Arbeit verband er natur- und geisteswissenschaftliche Ansätze.

## Leben
Jörg Johannes Richter studierte von 1957 bis 1960 Mathematik und Physik an der Technischen Hochschule Darmstadt und von 1960 bis 1962 Germanistik und physikalische Chemie an der Universität Basel. 1965 promovierte er ebendort in Physik bei Werner Kuhn und Max Thürkauf mit der Arbeit Zur Struktur der DNS-Fäden in Lösung. Es folgten wissenschaftliche und praktische Tätigkeiten am Institut für Physikalische Chemie an der Universität Basel, 1965/66 bei Ciba-Geigy in Basel sowie 1967/68 als Schäfer in der Nähe von Florenz.

Richters Laufbahn als Bodenkundler begann 1969 als Mitarbeiter am Institut für Bodenbearbeitung der Bundesforschungsanstalt für Landwirtschaft (FAL) in Braunschweig. 1972 wechselte er als Assistent an das Institut für Bodenkunde der Universität Hannover, wo er sich 1974 habilitierte und 1978 zum Professor ernannt wurde. 1983/84 war Richter Dekan des Fachbereichs Erdwissenschaften derselben Universität. Im Jahr 1988 wurde er auf die Professur für Geoökologie und Bodenkunde am damaligen Institut für Geographie und Geoökologie an der Technischen Universität Braunschweig berufen und war dort vor allem auf dem Gebiet der Prozesssimulation im Bereich der angewandten Bodenkunde tätig. Richter führte mit seinen Doktorandinnen und Doktoranden zahlreiche Forschungsprojekte in China, Deutschland, Indien, Italien und Russland durch. Er gehörte zu den Gründervätern des Studiengangs Geoökologie und leitete die Abteilung  für Geoökologie und Bodenkunde bis zu seiner Emeritierung im Jahre 2000.
Richter wurde 1993 Mitglied der Niedersächsischen Akademie der Geowissenschaften. Anlässlich seines achtzigsten Geburtstags organisierten Richters Kollegen Rolf Nieder (TU Braunschweig) und Thilo Streck (Universität Hohenheim) im Mai 2017 ein Festkolloquium an der TU Braunschweig.

## Veröffentlichungen
- Der Boden als Reaktor. Modelle für Prozesse im Boden. Enke, Stuttgart 1986, ISBN 3-432-95731-9.
- The Soil as a Reactor. Modelling Processes in the Soil. CATENA, Cremlingen 1987, ISBN 3-923381-09-3.